# Anthony Palencia
Anthony Javier Palencia Puentes (ur. 5 grudnia 1998) – wenezuelski zapaśnik walczący w stylu klasycznym. Zajął piąte miejsce na igrzyskach panamerykańskich w 2019. Brązowy medalista mistrzostw panamerykańskich w 2019, a także igrzysk Ameryki Południowej w 2018 i igrzysk Ameryki Środkowej i Karaibów w 2018. 
Wicemistrz igrzysk boliwaryjskich w 2017. Wicemistrz panamerykański juniorów w 2015 i 2016, a trzeci w 2013 roku.